# 740495 Langill
740495 Langill è un asteroide della fascia principale interna. Scoperto nel 2003, presenta un'orbita caratterizzata da un semiasse maggiore pari a 2,248014 UA e da un'eccentricità di 0,104304, inclinata di 4,119584° rispetto all'eclittica.